# Hada eburnea
Hada eburnea là một loài bướm đêm trong họ Noctuidae.